# تشارلي إليس
تشارلي إليس (بالإنجليزية: Charlie Ellis)‏ هو لاعب اتحاد الرغبي أسترالي، ولد في 21 مايو 1998 في نيوكاسل في أستراليا.